# Kiemensackwelse
Die Kiemensackwelse (Clariidae) sind eine Familie in der Ordnung der Welsartigen (Siluriformes), die über 110 Arten in 16 Gattungen umfasst. Kiemensackwelse sind in Afrika und Vorderasien sowie in Süd- und Ostasien verbreitet.

## Merkmale
Besonderes Merkmal dieser Fischfamilie sind Suprabranchialorgane (knöchern gestützte, gut durchblutete Oberflächenvergrößerungen der Pharynx-Schleimhaut oberhalb der Kiemenbögen mit dem Zweck, Luft-Sauerstoff zu nutzen). Diese Anpassung ermöglicht es ihnen, auch in sauerstoffarmen Habitaten zu überleben. Einige Arten können kurze Strecken über Land gehen. Dadurch und durch die Luftatmung sind Kiemensackwelse befähigt, von einem Tümpel zu einem anderen zu wechseln. Gemeinsame Merkmale sind darüber hinaus: die lange Rückenflosse, die fast den ganzen Rücken umfasst, das Fehlen eines prominenten ersten Rückenstachels (Pinna), die weiten Kiemenöffnungen und vier Paar Barteln.

## Systematik

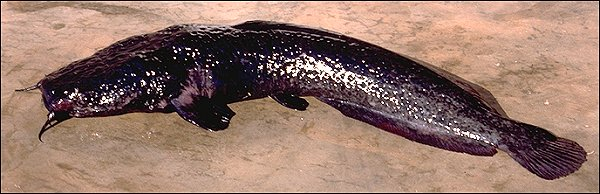
Bathyclarias foveolatus

- Familie Clariidae (Kiemensackwelse)
  - Gattung Bathyclarias
    - Bathyclarias atribranchus Greenwood, 1961
    - Bathyclarias euryodon Jackson, 1959
    - Bathyclarias filicibarbis Jackson, 1959
    - Bathyclarias foveolatus Jackson, 1955
    - Bathyclarias gigas Jackson, 1959
    - Bathyclarias ilesi Jackson, 1959
    - Bathyclarias jacksoni Greenwood, 1961
    - Bathyclarias longibarbis Worthington, 1933
    - Bathyclarias loweae Jackson, 1959
    - Bathyclarias nyasensis Worthington, 1933
    - Bathyclarias rotundifrons Jackson, 1959
    - Bathyclarias worthingtoni Jackson, 1959

  - Gattung Channallabes
    - Channallabes alvarezi Roman, 1970
    - Channallabes apus Günther, 1873
    - Channallabes longicaudatus (Pappenheim 1911)
    - Channallabes ogooensis Devaere, Adriaens & Verraes, 2007
    - Channallabes sanghaensis Devaere, Adriaens & Verraes, 2007
    - Channallabes teugelsi Devaere, Adriaens & Verraes, 2007

  - Gattung Clariallabes
    - Clariallabes attemsi Holly, 1927
    - Clariallabes brevibarbis Pellegrin, 1913
    - Clariallabes centralis Poll & Lambert, 1958
    - Clariallabes dumerili David & Poll, 1937
    - Clariallabes heterocephalus Poll, 1967
    - Clariallabes laticeps Steindachner, 1911
    - Clariallabes longicauda Boulenger, 1902
    - Clariallabes manyangae Boulenger, 1919
    - Clariallabes melas Boulenger, 1887
    - Clariallabes mutsindoziensis Taverne & De Vos, 1998
    - Clariallabes petricola Greenwood, 1956
    - Clariallabes pietschmanni Güntert, 1938
    - Clariallabes platyprosopos Jubb, 1965
    - Clariallabes simeonsi Poll, 1941
    - Clariallabes uelensis Poll, 1941
    - Clariallabes variabilis Pellegrin, 1926

  - Gattung Raubwelse (Clarias)
    - Clarias abbreviatus Valenciennes, 1840
    - Clarias agboyiensis Sydenham, 1980
    - Clarias albopunctatus Nichols & La Monte, 1953
    - Clarias alluaudi Boulenger, 1906
    - Clarias anfractus Ng, 1999
    - Clarias angolensis Steindachner, 1866
    - Clarias anguillaris Linnaeus, 1758
    - Froschwels (Clarias batrachus) Linnaeus, 1758
    - Clarias batu Lim & Ng, 1999
    - Clarias brachysoma Günther, 1864
    - Clarias buettikoferi Steindachner, 1894
    - Clarias buthupogon Sauvage, 1879
    - Clarias camerunensis Lönnberg, 1895
    - Clarias cataractus Fowler, 1939
    - Clarias cavernicola Trewavas, 1936
    - Clarias dayi Hora, 1936
    - Clarias dhonti Boulenger, 1920
    - Clarias dumerilii Steindachner, 1866
    - Clarias dussumieri Valenciennes, 1840
    - Clarias ebriensis Pellegrin, 1920
    - Clarias engelseni Johnsen, 1926
    - Clarias fuscus Lacepède, 1803
    - Clarias gabonensis Günther, 1867
    - Afrikanischer Raubwels (Clarias gariepinus) Burchell, 1822
    - Clarias hilli Fowler, 1936
    - Clarias insolitus Ng, 2003
    - Clarias intermedius Teugels, Sudarto & Pouyaud, 2001
    - Clarias jaensis Boulenger, 1909
    - Clarias kapuasensis Sudarto, Teugels & Pouyaud, 2003
    - Clarias laeviceps Gill, 1862
    - Clarias lamottei Daget & Planquette, 1967
    - Clarias leiacanthus Bleeker, 1851
    - Clarias liocephalus Boulenger, 1898
    - Clarias longior Boulenger, 1907
    - Clarias maclareni Trewavas, 1962
    - Clarias macrocephalus Günther, 1864
    - Clarias macromystax Günther, 1864
    - Clarias meladerma Bleeker, 1846
    - Clarias microstomus Ng, 2001
    - Clarias nebulosus Deraniyagala, 1958
    - Clarias ngamensis Castelnau, 1861
    - Clarias nieuhoffi Valenciennes, 1840
    - Clarias nigricans Ng, 2003
    - Clarias nigromarmoratus Poll, 1967
    - Clarias olivaceus Fowler, 1904
    - Clarias pachynema Boulenger, 1903
    - Clarias planiceps Ng, 1999
    - Clarias platycephalus Boulenger, 1902
    - Clarias pseudoleiacanthus Sudarto, Teugels & Pouyaud, 2003
    - Clarias pseudonieuhofii Sudarto, Teugels & Pouyaud, 2004
    - Clarias salae Hubrecht, 1881
    - Clarias stappersii Boulenger, 1915
    - Clarias submarginatus Peters, 1882
    - Clarias sulcatus Ng, 2004
    - Clarias teijsmanni Bleeker, 1857
    - Clarias theodorae Weber, 1897
    - Clarias werneri Boulenger, 1906

  - Gattung Dinotopterus
    - Dinotopterus cunningtoni Boulenger, 1906

  - Gattung Dolichallabes
    - Dolichallabes microphthalmus Poll, 1942

  - Gattung Encheloclarias
    - Encheloclarias baculum Ng & Lim, 1993
    - Encheloclarias curtisoma Ng & Lim, 1993
    - Encheloclarias kelioides Ng & Lim, 1993
    - Encheloclarias medialis Ng, 2012
    - Encheloclarias prolatus Ng & Lim, 1993
    - Encheloclarias tapeinopterus Bleeker, 1852
    - Encheloclarias velatus Ng & Tan, 2000

  - Gattung GymnallabesGymnallabes typus

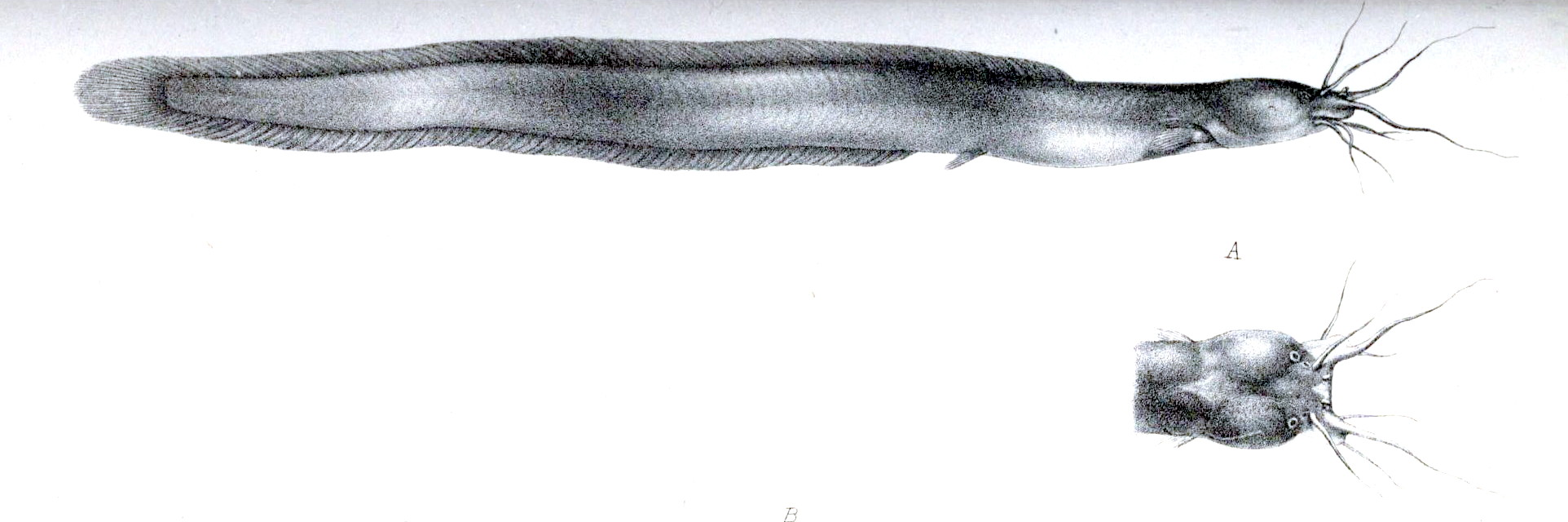
Gymnallabes typus

    - Gymnallabes nops Roberts & Stewart, 1976
    - Gymnallabes typus Günther, 1867

  - Gattung Heterobranchus
    - Heterobranchus bidorsalis Geoffroy Saint-Hilaire, 1809
    - Heterobranchus boulengeri Pellegrin, 1922
    - Heterobranchus isopterus Bleeker, 1863
    - Wunduwels (Heterobranchus longifilis) Valenciennes, 1840

  - Gattung Horaglanis
    - Horaglanis abdulkalami Babu, 2012
    - Horaglanis alikunhii Subhash, Babu & Nayar, 2004
    - Horaglanis krishnai Menon, 1950

  - Gattung Platyallabes
    - Platyallabes tihoni Poll, 1944

  - Gattung Platyclarias
    - Platyclarias machadoi Poll, 1977

  - Gattung Pseudotanganikallabes Wright, 2017
    - Pseudotanganikallabes prognatha Wright, 2017

  - Gattung Tanganikallabes
    - Tanganikallabes alboperca Wright & Bailey, 2012
    - Tanganikallabes mortiauxi Poll, 1943
    - Tanganikallabes stewarti Wright & Bailey, 2012

  - Gattung Uegitglanis
    - Uegitglanis zammaranoi Gianferrari, 1923

  - Gattung Xenoclarias
    - Xenoclarias eupogon Norman, 1928